# Хульст, Йохан ван
Йохан Вильгельм ван Хульст (нидерл. Johan van Hulst; 28 января 1911, Амстердам — 22 марта 2018, Амстердам) — голландский директор школы, профессор университета, шахматист; а также и политик в Христианском историческом союзе, несуществующей ныне политической партии, которая теперь слилась с Христианским демократическим призывом (CDA). В 1943 году участвовал в спасении более 500 еврейских детей из детского сада в Холандше-Шаубург, которые были предназначены для депортации в нацистские концентрационные лагеря. За его гуманизм он получил в 1972 году посредством «Яд ва-Шем» от государства Израиль звание Праведника народов мира.
Служил членом сената с июля 1956 по июнь 1981 года, в качестве парламентского лидера CHU в сенате (Генеральные штаты) с декабря 1968 по июнь 1977 года, и когда CHU объединился в CDA, он стал первым парламентским лидером CDA в сенате. Ван Халст был председателем партии CHU с сентября 1969 по февраль 1972 года. Впоследствии являлся депутатом Европейского парламента от Европейской народной партии.
Был почётным профессором педагогики в Амстердамском свободном университете и плодовитым автором более ста публикаций.

## Шахматы
Являлся увлечённым шахматистом, в возрасте 95 лет выиграл шахматный турнир для бывших политиков, и повторил успех в 2010 году.